# Sainte-Anne (ancienne circonscription fédérale)
Pour les articles homonymes, voir Sainte-Anne.
Sainte-Anne est une ancienne circonscription électorale fédérale canadienne du Québec, située sur l'île de Montréal. Elle est représentée à la Chambre des communes de 1892 à 1968.
La circonscription de Sainte-Anne est créée en 1892 à partir d'une partir de la circonscription de Montréal-Centre. En 1966, la circonscription est abolie et redistribuée parmi les circonscriptions de Lasalle, Saint-Henri et Saint-Jacques.

## Géographie
En 1892, la circonscription comprenait:
- Une partie de la ville de Montréal contenu parmi les quartiers Centre, Ouest et Sainte-Anne

En 1914, la circonscription comprenait:
- Une partie de la ville de Montréal contenu parmi les quartiers Centre, Ouest, Sainte-Anne et Saint-Gabriel

## Députés
1. 1896-1900 — Michael Francis Joseph Quinn, Cons.
2. 1900-1906 — Daniel Gallery, PLC
3. 1906¹-1908 — Joseph Charles Walsh, PLC
4. 1908-1921 — Charles Joseph Doherty, Cons.
5. 1921-1925 — Joseph Charles Walsh, PLC (2)
6. 1925-1930 — James John Edmund Guerin, PLC
7. 1930-1935 — John Alexander Sullivan, Cons.
8. 1935-1940 — William James Hushion, PLC
9. 1940-1957 — Thomas Patrick Healy, PLC
10. 1957-1968 — Gérard Loiselle, PLC (député jusqu'en 1979)

- PC  = Parti progressiste-conservateur
- PLC = Parti libéral du Canada
- ¹   = Élection partielle